# Laval (district électoral du Canada-Uni)
Pour les articles homonymes, voir Laval.
Circonscription électorale provinciale du Canada
Laval est un district électoral de l'Assemblée législative de la province du Canada.

## Liste des députés
| Années | Années      | Député                     | Affiliation |
| ------ | ----------- | -------------------------- | ----------- |
|        | 1854 - 1858 | Pierre Labelle             | Bleu        |
|        | 1858 - 1861 | Pierre Labelle             | Bleu        |
|        | 1861 - 1861 | Pierre Labelle             | Bleu        |
|        | 1862 - 1863 | Louis-Siméon Morin         | Bleu        |
|        | 1863 - 1867 | Joseph-Hyacinthe Bellerose | Bleu        |